# 신평초등학교 (전북)
신평초등학교는 대한민국 전북특별자치도 임실군 신평면 원천리에 있는 공립 초등학교이다.

## 학교 연혁
- 1935년 5월 1일 신평공립보통학교 개교(설립인가 4월 10일)
- 1938년 4월 1일 교명 변경[1] (신평공립심상소학교)
- 1941년 4월 1일 교명 변경[2] (신평공립국민학교)
- 1996년 3월 1일 신평초등학교로 교명 변경[3]
- 1997년 12월 20일 본관 개축공사 준공
- 2020년 2월 7일 제82회 졸업(총 4307명)
- 2020년 3월 1일 초등학교 6학급, 유치원 1학급 편성
- 2020년 9월 1일 제29대 전은희 교장 부임

## 학교 상징
- 교화 - 개나리 : 꽃샘추위 이겨내고 이른 봄을 먼저 알리는 샛노란 개나리꽃을 보며 환하게 피어나는 참모습에서 화합하는 마음과 밝은 미소를 배우리
- 교목 - 소나무 : 눈비 이겨내고 의젓하게 사는 늘푸른 기상을 보며 변하지 않는 참모습에서 굳센 의지와 푸른 꿈을 키우리
- 교조 - 까치 : 사시사철 한마음 단아한 몸맵시로 쌍쌍이 의좋은 친함을 보여 깊은 우정 사랑 속에서 서로 돕고 아껴 주며 좋은 마음 키워주는 친구가 되자.

## 참고 자료
- 신평초등학교 - 한국교육학술정보원 학교알리미